# 蠟片
蠟片（英語：Wax foundation），又稱為巢礎，為養殖蜜蜂使用的器材。

## 起源
蜜蜂建造的天然蜂巢內部由多個巢脾組成，理想的情況每一片巢脾應是平行排列，實際情況卻是建造的歪七扭八，養殖的蜜蜂也會有這種情況，造成管理上的不便。為了使蜜蜂建造整齊的巢脾，通常會使用蜜蜂巢框搭配蠟片，讓蜜蜂建造成整齊劃一的平行狀巢脾，方便管理與蜂蜜的採收。

## 规格与材质
蠟片是一片打印有蜂房型狀的蠟質薄片，材質用純蜂蠟或加上一些添加物的蜂蠟製作而成。蠟片尺寸規格有多種，除了要搭配不同巢框的長寬尺寸外，還要考慮蜂種的不同使用不同規格的蠟片，例如西方蜜蜂工蜂房巢礎、西方蜜蜂雄蜂房巢礎、東方蜜蜂工蜂房巢礎，使用上要特別注意。
西方蜜蜂工蜂房巢礎可以當作東方蜜蜂雄蜂房巢礎，因為兩者尺寸需求相近。

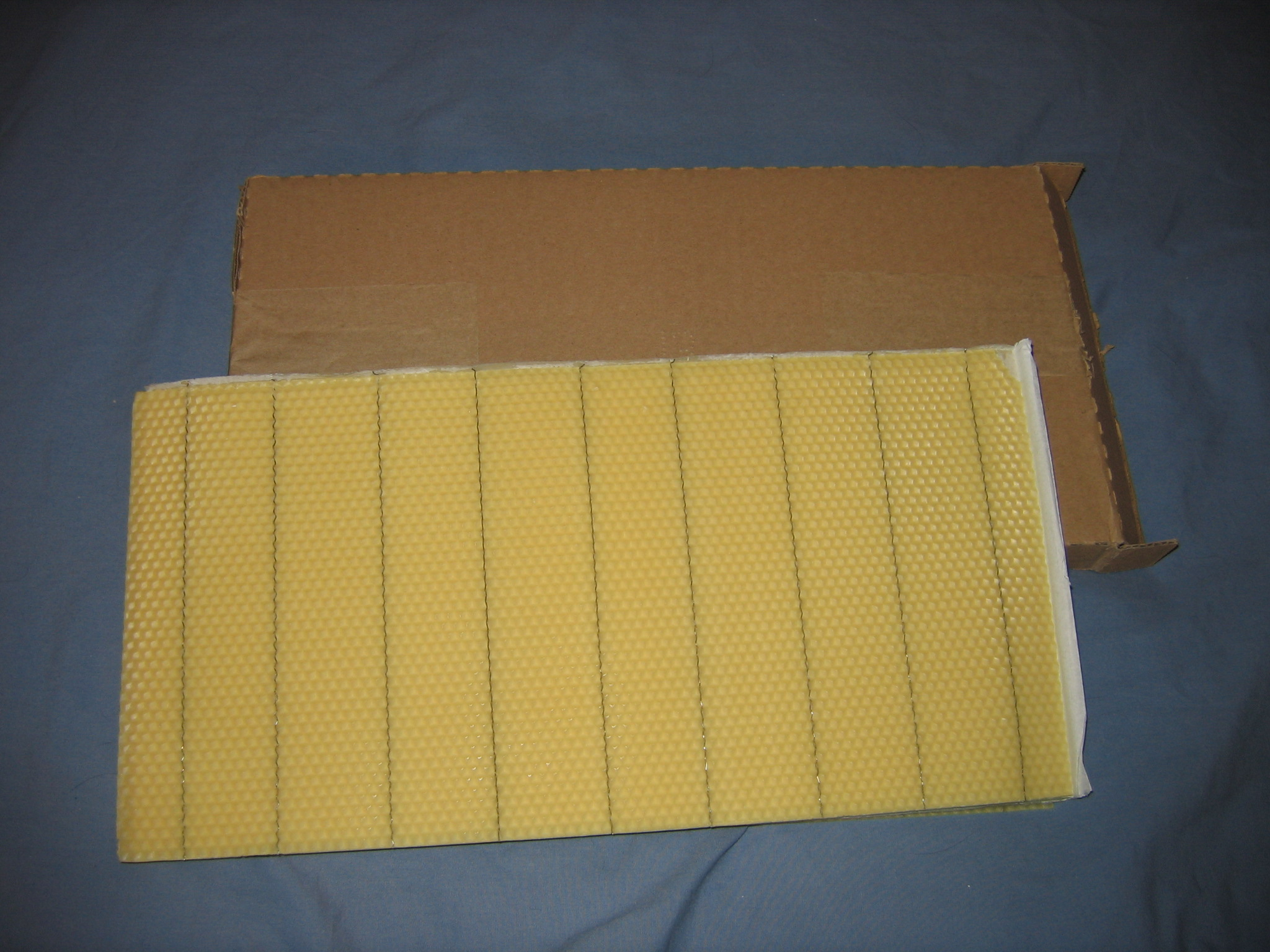
蠟片
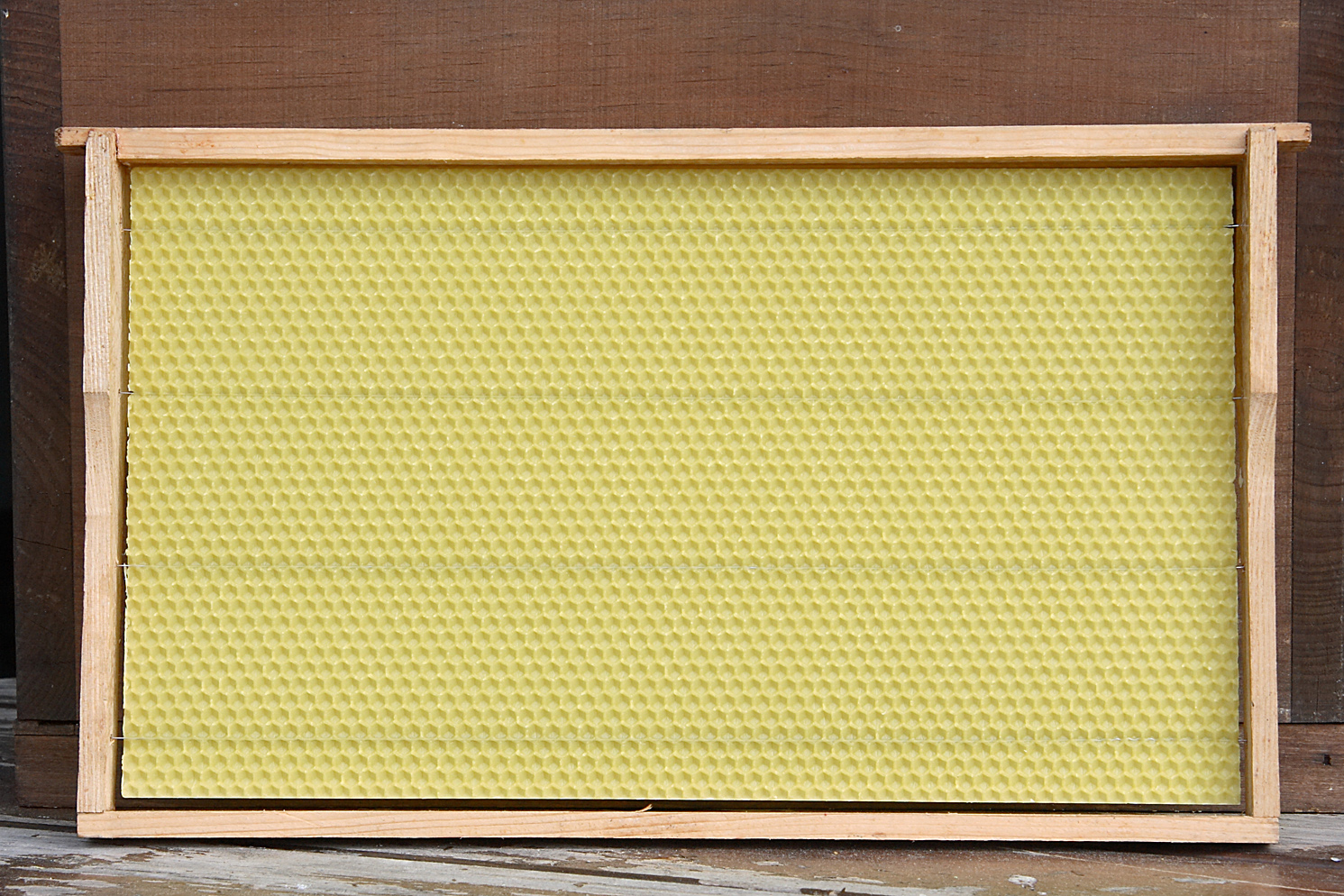
安裝在巢框上的蠟片

## 安裝
蠟片使用上需要安裝到巢框上，巢框上有鐵絲，需要將鐵絲鑲入蠟片內，以便起到固定蠟片的功能。鐵絲鑲入蠟片的方式大概分為2種，一為鐵絲以電池通電生熱熔化蠟片，斷電後蜂蠟冷卻與鐵絲結合。另一種安裝方式為使用巢礎埋線器強制將鐵絲壓入蠟片內，此方式因蜂蠟沒有熔化，鐵絲強壓入會導致蠟片小區域變形、破壞，但這不影響蠟片的功能，工蜂會修補破壞處。或是鐵絲壓入蠟片後，再通電讓蜂蠟與鐵絲結合。
蠟片與巢框的上樑連接處通常會用熔化的蜂蠟將兩者結合，以增加穩定性。